# Thunderbird (personaggio)
Thunderbird è un personaggio dei fumetti pubblicato dalla Marvel Comics, di cui esistono tre versioni:
- Il primo, il cui nome è John Proudstar, è stato creato da Chris Claremont e Len Wein (testi), Dave Cockrum (disegni).
- Il secondo di essi è James Proudstar, fratello del precedente, creato da Chris Claremont (testi) e Sal Buscema (disegni).
- Il terzo è Neal Shaara, creato da Chris Claremont (testi) e Leinil Francis Yu (disegni).

Il primo Thunderbird è uno dei primissimi personaggi pellerossa dei fumetti, facente parte della seconda genesi degli X-Men, dove i protagonisti erano di varie nazionalità ed etnie. Il personaggio ebbe vita breve, infatti morì in una delle prime missioni del gruppo; sembra che il motivo di questa scelta fu dovuta al fatto che, sia per i poteri che per la personalità scontrosa e ribelle, fosse fin troppo simile a Wolverine.
In seguito venne creato un personaggio con fattezze e caratteristiche del tutto simili a quelle di Thunderbird; si tratta di suo fratello minore James, che ha usato anche il nome di Warpath.
Il nome Thunderbird è stato infine utilizzato da Neal Shaara, un indiano (dell'India) che non ha alcun legame con la famiglia Proudstar.

## Biografia dei personaggi

### Thunderbird I (John Proudstar)
John Proudstar era un mutante pellerossa, discendente della gloriosa tribù degli Apache. Venne convocato da Charles Xavier quando questi cercava di formare un nuovo gruppo di X-Men. John accettò la proposta di Xavier, assumendo l'identità di Thunderbird.

### Thunderbird II (James Proudstar)
Alcuni anni dopo suo fratello James ne ereditò il costume e cercò di vendicarsi di Xavier, considerato da James il responsabile della morte di suo fratello.
Quando capì che gli X-Men non avevano colpe, si unì al gruppo col nome in codice Warpath.

### Thunderbird III (Neal Shaara)
Successivamente Neal Shaara assunse il nome di battaglia di Thunderbird quando entrò a far parte degli X-treme X-Men, pur non avendo nessun legame con la famiglia Proudstar.

## Poteri e abilità
- I poteri del primo Thunderbird non sono particolarmente chiari: lo si è visto rincorrere e fermare a mani nude un bisonte che correva nella prateria, da cui si deduce che avesse forza, agilità, velocità e resistenza molto superiori a quelle di un normale essere umano, per quanto non sappiamo di che livello fossero queste qualità (presumibilmente inferiori a quelle di Colosso e Wolverine); in House of M, ad esempio, lo si vede chiaramente tener testa a Luke Cage in un corpo a corpo. Inoltre era un esperto di combattimento corpo a corpo, in particolare nell'uso del pugnale e del tomahawk, armi tradizionali della sua tribù.
- Warpath possiede, oltre a forza, velocità, agilità, riflessi e resistenza sovrumani, la capacità di volare e dei supersensi come una vista da falco che gli consente un'ottima visione notturna. Oltre alla sua mutazione, Warpath è un eccellente lottatore, essendo stato allenato da Cable in persona.
- Neal Shaara ha invece la capacità di emettere plasma solare e di volare.

## Altri media
Thunderbird appare in un episodio di l'Uomo Ragno e i suoi fantastici amici (La vendetta di Cyberiad), sebbene con poteri diversi dalla sua controparte cartacea perché lo si vede trasformarsi in un grizzly. L'episodio doveva fungere da preludio a una serie dedicata agli X-Men, la cui formazione doveva comprendere anche Thunderbird: sembra che ci fosse l'intenzione di mostrare Thunderbird tramutarsi in qualsiasi animale egli desiderasse, ma il progetto della serie è sfumato e quindi non è mai stata specificata l'ampiezza dei poteri da mutaforma del personaggio.
1. 1 2  Il termine volume è usato in lingua inglese, in questo contesto, per indicare le serie, pertanto Vol. 1 sta per prima serie, Vol. 2 per seconda serie e così via.